# Los 40 Dance
Los 40 Dance (estilizado como LOS40 Dance) es una cadena de radio española de temática musical, perteneciente a Prisa Radio que en 2019 sustituyó a Máxima FM. Su programación está dedicada a la música electrónica. Prisa realizó así la misma estrategia que ya hizo con Los 40 Classic y su antecesora, M80 Radio. Actualmente su principal competidor es LOCAFM

## Historia
El 9 de octubre de 2019 a las 14:00 arrancó oficialmente sus emisiones, con una parrilla parecida a la de la última etapa de Máxima FM, y los mismos locutores. 
La presentación oficial de la nueva emisora fue el 10 de octubre de 2019 en Zaragoza, en el concierto LOS40 Dance Independance (anteriormente, Máxima Independance).
A partir del 18 de mayo de 2020, se anunció en las redes sociales y en la web de la emisora que, la radiofórmula de la emisora que anteriormente era en formato "non-stop" pasa a estar presentada por los locutores Arturo Grao, Ramsés López y José Manuel Duro; durante 12 horas diarias entre las 08:00 hasta las 20:00 de lunes a viernes.
Sin embargo, los programas que ocupaban la franja de la tarde: "Climax", "Comunidance" y "LOS40 Dance Club", a partir de aquel día pasaron al horario de los fines de semana.
Desde el 28 de abril de 2021, la emisora dejó de emitir en Castellón, Oviedo, Zaragoza, Barcelona y Granada, dando paso a Los 40 Urban en esas frecuencias.
Desde ese instante solo se puede escuchar en Pontevedra mediante la 92.7 MHz o por Internet.
El 1 de septiembre de 2022, Los 40 Dance vuelve a tener presencia en la FM de Madrid en 92.4 MHz, sustituyendo a Radiolé Madrid.
El 4 de septiembre de 2023, Los 40 Dance vuelve a tener presencia en la FM de Barcelona en la 96.0 MHz, sustituyendo al duplicado de Los 40 Urban Barcelona, anteriormente Radiolé Barcelona.

## Programación
Su programación se basa en la música electrónica, concretamente dance (música de baile electrónica). Su columna vertebral es "Fórmula Los 40 Dance", una radiofórmula donde se reproducen sobre todo los éxitos comerciales del momento. Además, existen programas que abarcan géneros de música electrónica como house (en sus diversos subgéneros), "remember" o hard dance, así como funk. (https://los40.com/los40_dance/programacion/)

## Frecuencias
LOS40 Dance puede escucharse a través de la FM en las ciudades de Barcelona, Madrid, Pontevedra   y a través de la radio digital DAB en la ciudad de Gandía, su página web oficial y aplicaciones.

### FM

#### Cataluña
- Barcelona: 96.0 FM

#### Comunidad de Madrid
- Madrid: 92.4 FM

#### Galicia
- Pontevedra: 92.7 FM

## Audiencia
Según los datos de audiencia correspondientes al Estudio General de Medios (EGM), Los 40 Dance ha registrado estas audiencias:
| año  | oleada         | oyentes | Ascensor      |
| ---- | -------------- | ------- | ------------- |
| 2025 | 2ª (verano)    | 91.000  | Crecimiento   |
| 2025 | 1ª (primavera) | 53.000  | Crecimiento   |
| 2024 | 3ª (otoño)     | 48.000  | Decrecimiento |
| 2024 | 2ª (verano)    | 64.000  | Decrecimiento |
| 2024 | 1ª (primavera) | 79.000  | Crecimiento   |
| 2023 | 3ª (otoño)     | 55.000  | Crecimiento   |
| 2023 | 2ª (verano)    | 53.000  | Decrecimiento |
| 2023 | 1ª (primavera) | 58.000  | Crecimiento   |
| 2022 | 3ª (otoño)     | 48.000  | Crecimiento   |
| 2021 | 2ª (verano)    | 14.000  | Decrecimiento |
| 2021 | 1ª (primavera) | 57.000  | Crecimiento   |
| 2020 | 3ª (otoño)     | 55.000  | Decrecimiento |
| 2020 | 1ª (primavera) | 95.000  | Decrecimiento |
| 2019 | 3ª (otoño)     | 115.000 | Sin cambios   |